# Panicum stapfianum
Panicum stapfianum är en gräsart som beskrevs av Henry Georges Fourcade. Panicum stapfianum ingår i släktet vipphirser, och familjen gräs. Inga underarter finns listade i Catalogue of Life.